# V・I・ショーリン特別グループ
V・I・ショーリン特別グループ（V・I・ショーリンとくべつグループ、ロシア語: Особая группа В. И. Шорина）は、ロシア内戦中の1919年に、赤軍内の南部戦線 (ru) 指揮下に形成されていた編制。7月23日の戦線司令官指令によって編成され、アントーン・デニーキン率いる南ロシア軍と戦った。9月30日、特別グループは南東戦線へと転換した。
特別グループは8月の南部戦線による反攻に参加し、戦線左翼のドン＝ホピョール両河上流域やカムィシン、ツァリーツィンでドン軍およびカフカース軍 (ru) と戦った。カメンノチェルノフスキーやセレブリャコヴォ＝ゼレノフスカヤ両駅においても反ボリシェヴィキ勢力と戦い、9月までは戦線の背面をマーモントフ騎兵軍の襲撃から守った。

## 構成
司令官
- ヴァシリー・ショーリン（ロシア語版）

革命軍事会議メンバー
- イヴァル・スミルガ（ロシア語版）
- ヴァレンチン・トリフォノフ（ロシア語版）

参謀長
- フョードル・アファナシエフ（ロシア語版）

部隊
- 第9軍
  - 第14狙撃師団
  - 第23狙撃師団
  - 第36狙撃師団
  - 第56狙撃師団
  - 独立騎兵旅団
  - 第1狙撃旅団第21狙撃師団（ru, 9月15日から）
  - 第22狙撃師団（ru, 9月19日から）
- 第10軍
  - 第26狙撃師団 (ru)
  - 第32狙撃師団
  - 第37狙撃師団
  - 第38狙撃師団
  - 第39狙撃師団
  - D・P・ジュロバ（ロシア語版）独立騎兵旅団
  - S・M・ブジョーンヌイ騎兵軍団（8月15日から9月15日まで）
- ペンザ要塞地区
- サラトフ要塞地区
- タンボフ要塞地区
- ヴォルガ・カスピ小艦隊（ru, 8月12日から）
- 予備グループ（9月に第22狙撃師団）
- 第1狙撃旅団第47狙撃師団
- カザン要塞旅団
- サマーラ要塞旅団（8月15日から）
- 350キロメートルの前線に、特別グループの全戦力として[4]
  - 銃剣約6万9000本
  - サーベル約14万9000本
  - 火砲340門
  - 機関銃1316挺